# Abaton
Abaton (grekiska), "det otillgängliga", ett rum i flera forngrekiska kyrkor, dit endast prästen fick komma; det med förhängen tillslutna koret i grekisk-katolska kyrkor; det allra heligaste. Jämför Adyton.